# Pré-Mundial das Américas de Polo Aquático
Pré-Mundial das Américas de Polo Aquático é um torneio de polo aquático, masculino e feminino, que classifica duas seleções, tanto no masculino quanto no feminino, para o Mundial de Esportes Aquáticos daquele ano

## Torneios

### Masculino
| Ano  | Cidade-sede | Campeão | Ref.  |
| ---- | ----------- | ------- | ----- |
| 2013 | Calgary     | Canadá  | [ 2 ] |

### Feminino
| Ano  | Cidade-sede | Campeão | Ref.  |
| ---- | ----------- | ------- | ----- |
| 2013 | Calgary     | Canadá  | [ 2 ] |